# 2247 Hiroshima
2247 Hiroshima è un asteroide della fascia principale. Scoperto nel 1960, presenta un'orbita caratterizzata da un semiasse maggiore pari a 2,4490111 UA e da un'eccentricità di 0,1105108, inclinata di 5,93989° rispetto all'eclittica.